# Station Warszawa Toruńska
Station Warszawa Toruńska is een spoorwegstation in het stadsdeel Białołęka in de Poolse hoofdstad Warschau.